# Повітряно-крапельний механізм передачі інфекції

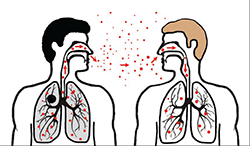
Графічне зображення повітряно-крапельного механізму передачі

Повітряно-крапельний механізм передачі інфекції (також повітряно-краплинний, аерозольний / аерогенний, або респіраторний механізм) — один з видів механізму передачі інфекції, медичний термін, який використовують в епідеміології та інфектології для означення такого передавання, яке реалізується через заражене повітря.

## Підґрунтя
При локалізації збудника на слизових оболонках дихальних шляхів його виведення відбувається з повітрям, що видихається, у тому числі при кашлі або чханні, де він знаходиться в складі аерозолів. Встановлено, що стійкість будь-якого аерозолю, в тому числі й інфекційного, залежить від декількох факторів: величини сухих часток, їхньої форми, величини електричного заряду, концентрації. Залежно від величини частинок усі аерозолі поділяють на:
- високодисперсні (розмір часток 0,5-5,0 мкм),
- середньодисперсні (5,0-25,0 мкм),
- низькодисперсні (25,0-100 мкм),
- дрібнокрапельні (100—250 мкм),
- крупнокрапельні (250—400 мкм).

Найбільш контагіозним є повітря в зоні, що оточує хворого, приблизно на відстані до 2,5 м., хоча ефективне зараження може відбутися і з більшої відстані. Подальша дія крапель залежить від їхніх розмірів: більш великі осідають, а дрібні можуть довго знаходитися в повітрі у висохлому стані, рухатися з конвекційними потоками всередині приміщення і проникати через коридори та вентиляційні ходи до інших приміщень, іноді далеких від первинного осередку. Зараження сприйнятливого організму відбувається при вдиханні інфікованого аерозолю з подальшою локалізацією збудника в дихальних шляхах. Тому такий механізм передачі вірусних ознак інфекції дихальних шляхів називають повітряно-крапельним або аерозольним.
Висохлі крапельки, грудочки слизу і харкотиння, що потрапили до того зокрема на підлогу, інші поверхні у приміщеннях або продукти, можуть знову здійматися у повітря. При прибиранні приміщень, рухах людей, під впливом інших факторів утворюється вторинна пилова фаза аерозолю. Однак зараження через вдих повітря з пилом можливо лише при стійкості збудника до висихання. Повітряно-пилову передачу спостерігають при туберкульозі, також вона можлива при дифтерії, скарлатині. Вкрай важливим фактором формування пилової фази інфекційного аерозолю — мокротиння, як це відбувається при туберкульозі. Також повітряно-пилова передача можлива при додаткової локалізації збудника в організмі, наприклад у скоринках на шкірі, які утворюються при вітряній віспі, скарлатині. Пр цьому велике значення у формуванні інфікованого пилу має як натільна, так і постільна білизна. Повітряно-пиловий спосіб зараження можна іноді спостерігати і при зоонозах. Наприклад, при туляремії джерела-гризуни поселяються в скиртах і забруднюють їх своїми виділеннями. Потім під час обмолоту в повітря надходить величезна кількість пилу, який містить збудники захворювання, що може призвести до зараження людей, які беруть участь в обмолоті.
Між крапельною і пиловою фазами виділяють проміжну фазу «крапельних ядерець». Крапельки після певного часу перебування в повітрі втрачають частку своєї вологи, яка природним шляхом випаровується з їхньої поверхні. Поверхневий шар крапельки ущільнюється, вона починає вести себе як тверда частинка або порошинка (аерозоль), такі частки іменують «ядерцями». У центрі ядерця зберігається певний, іноді значний ступінь вологості, що забезпечує збереження стійких збудників на кшталт дифтерійної палички, стрептококів, стафілококів.

## Фактори передачі
- чхання;
- кашель;
- видихання повітря;
- розмова;
- виділення від хворих, що забруднили столові прибори;
- виділення від хворих, що забруднили предмети побуту;
- пил, що містить засохлі часточки патогенного аерозолю.

## Шляхи передачі
- повітряно-крапельний;
- повітряно-пиловий;
- побутовий.

## Збудники хвороб, що передаються цим механізмом
Завдяки цьому механізму поширюються збудники грипу, інших ГРВІ, кору, вітряної віспи, краснухи, скарлатини, менінгококової інфекції, дифтерії, коклюшу, туберкульозу тощо.